# 360 Reality Audio
360 Reality Audio（サンロクマル・リアリティオーディオ）とは、MPEG-H 3Dオーディオをベースにしたソニーの空間オーディオテクノロジーを使用して、耳から任意のポイントまたは距離でサウンドをマッピングし360度のオーディオ体験を提供するオーディオ形式。
360球形の音場内のすべての音を完全に動的に制御することで、アーティストやクリエイターに個々の楽器から聴衆までの創造性を表現することができる。

## 対応ストリーミングサービス[2]
- Amazon Music Unlimited
- nugs.net
- PeerTracks